# 玄武区

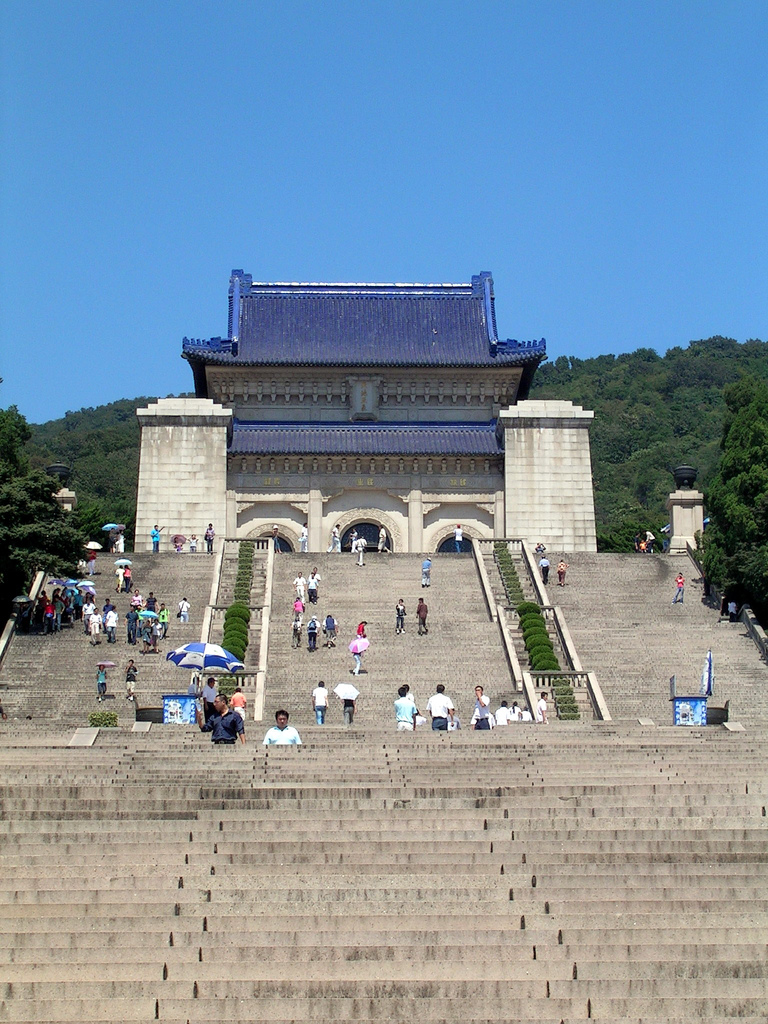
中山陵

玄武区是中国江苏省南京市所辖的一个市辖区，位于南京市东北部，为南京市人民政府、东部战区机关驻地。得名于辖区内的玄武湖。區人民政府駐珠江路455号玄武大厦。

## 历史沿革
玄武区源于中华民国时期的城北东区，因为是总统府所在地，是为南京市第一区。南京沦陷后，汪伪政权改为三区。1945年9月，国民政府复称一区。当时，此地为国民政府和国民党机构集中地区，有机关130多处。
1949年后，仍为南京市第一区。1955年8月，全市市辖区命名，称玄武区。后因文革改名风，与其它市辖区一起，于1967年3月改为要武区。1973年11月，恢复玄武区旧名。

## 地理人口
1985年时，玄武区面积17.5平方公里，含量玄武湖水面面积3.7平方公里。人口21.5万人。
现区域总面积为80.97平方公里，常住人口65.2万。
根據第七次全国人口普查數據，截至2020年11月1日零時，玄武區常住人口為537825人。

## 行政区划
1985年时，玄武区共辖9个街道办事处：新街口街道、香铺营街道、丹凤街街道、四牌楼街道、玄武门街道、梅园新村街道、兰园街道、后宰门街道、锁金村街道，共计82个居民委员会。1995年，孝陵卫镇由栖霞区划入，后为孝陵卫街道。2005年，丹凤街街道并入新街口街道。2012年，后宰门街道并入梅园新村街道。
现玄武区共辖7个街道办事处：
梅园新村街道、新街口街道、玄武门街道、锁金村街道、红山街道、孝陵卫街道、玄武湖街道和徐庄高新技术产业开发区。

## 经济
2005年完成地区生产总值24.76亿元，增长19.4%；财政收入17.06亿元，其中地方财政收入5.07亿元，分别增长28.2%和29.1%；社会消费品零售总额55.28亿元，增长20.9%；全社会固定资产投资44.3亿元，增长20.81%；规模工业总产值25亿元，增长37%。其中地区生产总值增幅、社会消费品零售总额增幅、全社会固定资产投资总额居南京市六城区之首。

## 旅遊景點
- 明孝陵：明孝陵是明朝开国皇帝朱元璋和皇后马氏的合葬陵墓，因皇后谥“孝慈”，故名孝陵。
- 南京海底世界：中山陵梅花山旁，投资約2亿人民币。有近200余种、万余尾海洋生物。
- 玄武湖：位于南京市城中，是紫金山脚下的国家级风景区，中国最大的皇家园林湖泊，当代仅存的江南皇家园林，江南三大名湖之一。
- 中山陵：中山陵是中国近代民主革命先行者孙中山的陵墓，2007年成为首批国家5A级景区。被誉为“中国近代建筑史上第一陵”。
- 总统府：是明代汉王府、清代两江总督署和太平天国天王府以及中华民国临时大总统府。
- 鸡鸣寺
- 玄奘寺
- 梅园新村纪念馆

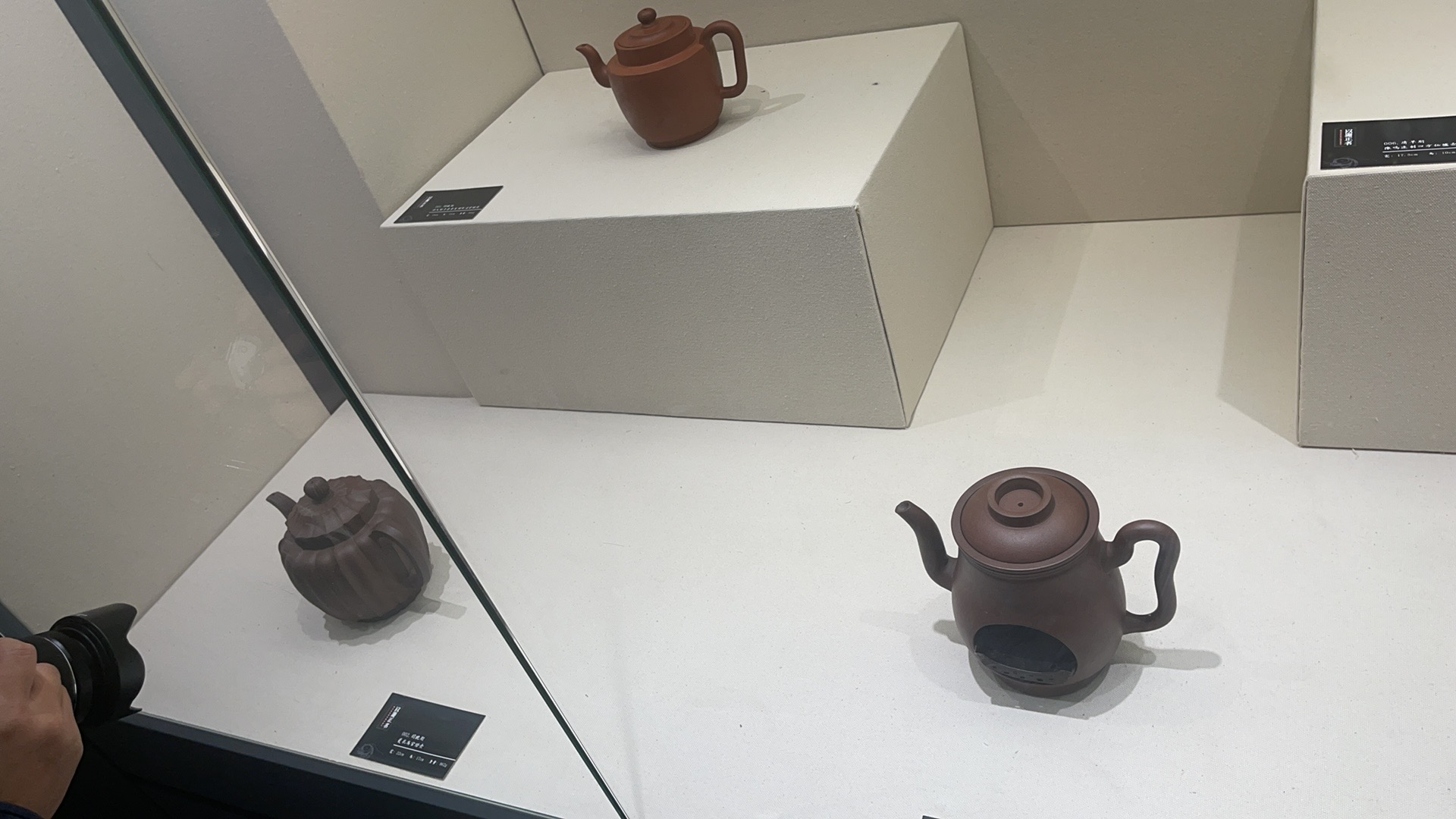
玄武艺术馆，2024年10月展出明，清，民国紫砂壶127件。[4]  - 紫砂壶展

## 教育
- 东南大学四牌楼校区位于玄武区四牌楼2号。
- 南京玄武外国语学校附属小学：南京玄武外国语学校和钟山集团合资筹建的民办小学，该学校创办于2016年，原址位于玄武区太平门街79号，2018年9月搬迁至玄武区昆仑路43号。[5]

## 交通
车站
- 南京火车站位于玄武区龙蟠路264号。
- 南京长途汽车东站位于玄武区花园路17号。
- 南京长途汽车站位于玄武区龙蟠路264号。

公路
- 沪宁高速、沪霍公路（ 312国道）、 宁杭高速等穿境而过；公路干线16条，支线呈辐射状贯穿玄武区，公交线路达23条。

地铁
运营：南京地铁1号线、2号线、3号线、4号线
在建：南京地铁6号线、9号线
规划：南京地铁13号线